# Zitronen-Zwergkaiserfisch
Der Zitronen-Zwergkaiserfisch (Centropyge flavissima) lebt in den Korallenriffen des tropischen Pazifik in Tiefen von 1 bis 25 Metern. Er ernährt sich hauptsächlich herbivor von Algen.

## Merkmale
Zitronen-Zwergkaiserfische werden 14 Zentimeter lang. Sie sind leuchtend gelb gefärbt, die Ränder der unpaarigen Flossen, die Unterlippe, ein Ring um die Augen und der Hinterrand des Kiemendeckels sind blau. Durch diese blaue Färbung lässt er sich gut von dem ebenfalls gelben Centropyge heraldi unterscheiden. Der Zitronen-Zwergkaiserfisch wird von jungen Schokoladen-Doktorfischen (Acanthurus pyroferus) imitiert.
Flossenformel: Dorsale XIIII/15–16, Anale III/16

## Fortpflanzung
Die Fortpflanzung des Zitronen-Zwergkaiserfisch ist durch eine gelungene Nachzucht im Aquarium gut dokumentiert. Wie alle Zwergkaiserfische leben sie in Haremsgruppen. Die Männchen laichen jeden Abend, während der Dämmerung, mit jedem ausgewachsenen Weibchen der Haremsgruppe ab. Zitronen-Zwergkaiserfisch sind Freilaicher, die Weibchen geben pro Laichakt 200 bis 600 Eier ab. Die Eier haben einen Durchmesser von 0,75 mm und sind, damit sie im Wasser schweben, von einer Ölschicht umgeben. Die Fischlarven schlüpfen am Nachmittag des folgenden Tages. Beim Schlupf sind sie sehr wenig entwickelt, ihnen fehlen funktionstüchtige Flossen, Verdauungssystem, Augen und Mund. Am dritten Tag nach dem Schlupf beginnen die für Zwergkaiserfische relativ großen Larven zu fressen. Wegen der Entwicklung der Blutgefäße bekommen sie für die nächsten zwei Wochen eine rötliche Färbung. Nach drei Wochen flacht der Körper seitlich ab und der Rücken beginnt gelb zu werden. Am 45. Tag beginnt, bei einer Länge von über zwanzig Millimetern, die Metamorphose, an den Flanken entwickelt sich ein schwarzer Fleck. In den nächsten zwei Wochen wird der Körper gelber, der Rand des schwarzer Flecks, Augen- und Flossenränder werden blau. Nach 70 Tagen ist die Umfärbung fast abgeschlossen, der schwarze Fleck verschwindet nach 100 Tagen.
In der Natur kreuzt sich der Zitronen-Zwergkaiserfisch mit Centropyge eibli und Centropyge vrolikii.